# Der Blutharsch
Der Blutharsch est un groupe autrichien de rock. Il est formé en 1996 par le musicien Albin Julius, et séparé en 2010.

## Histoire
Originellement, Der Blutharsch est un projet parallèle au groupe The Moon Lay Hidden Beneath a Cloud. Julius commence par sortir un vinyle en édition limitée à 250 exemplaires en 1996, qu'il réédite par la suite, en 2000, sous forme de CD. Le nom du groupe signifie « sang glacé » ou en ancien allemand, « sang coagulé » - en fait une référence à un groupe de mercenaires suisses. Pour lancer Der Blutharsch, Julius fonde son propre label, WKN (Wir Kapitulieren Niemals). 
Avec la sortie de Time Is Thee Enemy en 2004, Julius relance Der Blutharsch après deux ans de silence. Dans cet album s'opère une nette évolution du projet, avec des aspects martiaux moins affirmés et une plus grande place laissée aux orchestraux. Les performances live qui s'en sont ensuivies se sont rapprochées du rock psychédélique.
En 2011 sort un album en collaboration avec le groupe Aluk Todolo appelé A Collaboration avec der Blutharsch et The Infinite Church of the Leading Hand. Cette même année sort l'album The Story About the Digging of the Hole and the Hearing of the Sounds from Hell,,.
En 2018, le groupe revient avec un nouvel album intitulé Desire, en collaboration avec White Hills. L'album est partiellement enregistré à New York aux studio de Hills.

## Concerts
Au commencement, Albin Julius était seul sur scène orchestrant ses concerts comme un one-man-show de musique électronique. Visible sur la vidéo Gold Gab Ich Pour Eisen (1999).
Plus tard, Der Blutharsch est devenu un véritable groupe, Julius ayant depuis fait appel à plusieurs musiciens à « plein temps » à la suite de son changement en rock traditionnel avec des instruments acoustiques et un accompagnement vocal féminin.

## Style musical
Le style musical est très dark ambient, avec des mélodies post-industrielles et des samples de sons historiques. Avec le temps, le son a évolué en devenant plus diversifié sur le plan des instruments utilisés et des mélodies. Der Blutharsch s'est également doté d'une approche plus martiale en mettant l'accent sur une instrumentation néo-classique combinée avec de l'expérimentalisme. Les sujets, ainsi que l'imagerie du groupe, sont largement inspirés de l'histoire de l'Europe germanique.

## Symbolisme et esthétique
À l'origine, Der Blutharsch utilisait pour logo une unique rune Sig dans un écu triangulaire, avec « Der Blutharsch » écrit dans la partie supérieure du triangle. L'ancien logo est remplacé par une croix de fer agrémentée de feuilles de chêne. 
Bien que Julius ait réfuté ces accusations plusieurs fois, ses opposants l'ont parfois accusé de fascisme. Cette idée provenant de l'utilisation de l'esthétique fasciste et de son utilisation de thèmes et d'une esthétique militaire, y compris celle de l'époque du troisième Reich pour la composition de ses œuvres. Der Blutharsch a également publié un vinyle 7" single avec les italiens du groupe de rock identitaire Zetazeroalfa ainsi qu'un autre avec le groupe Sottofasciasemplice, mais il a également travaillé avec le groupe italien d'anarchistes de gauche Terroritmo (désormais Wakinyan).

## Discographie

### Albums studio
- 1998 : Der Sieg des Lichtes ist der Lebens Heil!
- 1998 : Der Gott der Eisen wachsen liess
- 1999 : Gold gab ich für Eisen (CD et coffret vidéo, incluant des reprises de The Moon Lay Hidden Beneath a Cloud)
- 1999 : The Pleasures Received in Pain
- 2000 : The Track of the Hunted
- 2001 : First
- 2002 : When All Else Fails! (LP/CD)
- 2004 : Time is Thee Enemy!
- 2004 : Speech of Truth Will Be Eternal
- 2005 : When Did Wonderland End? (555 copies en vinyle noir. 555 copies en vinyle rouge. CD/DVD)
- 2007 : The Philosopher's Stone
- 2009 : Flying High
- 2011 : The Story About the Digging of the Hole and the Hearing of the Sounds from Hell
- 2018 : Desire

### Albums live
- 2005 : Live at the Monastery
- 2006 : Live In Copenhagen
- 2010 : Live In Leiden
- 2010 : Live In Praha

### Compilations
- 1999 : Der Tod Im Juni (CD 5")
- 2003 : Fire Danger Season
- 2004 : The Moment Of Truth
- 2008 : Everything Is Alright

### Autres
- 1996 : First (7", édition limitée à 250 copies)
- 1999 : Apöcalyptic Climäx 2 (Der Blutharsch und Deutsch Nepal)